# بيتر فرين
بيتر فرين (بالإنجليزية: Peter Frain)‏ هو مدرب كرة قدم ولاعب كرة قدم بريطاني في مركز الهجوم، ولد في 18 مارس 1965 في برمنغهام في المملكة المتحدة. شارك مع منتخب إنجلترا تحت 18 سنة لكرة القدم. أما مع النوادي، فقد لعب مع نادي مانسفيلد تاون ووست بروميتش ألبيون.